# Mariano Spagnolo

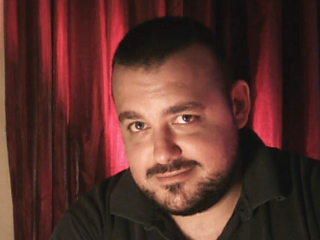
Mariano Spagnolo

Mariano Spagnolo (* 4. September 1974 in Buenos Aires) ist ein argentinischer Tenor. 

## Leben
Er hatte Klavierunterricht mit Maria Teresa Branda Cárcano (Buenos Aires). Danach nahm er Musikunterricht in dem Carlos Lopez Buchardo National Konservatorium in Buenos Aires bei Manuel Massone (Klavier) und  Carmen Favre (Gesang). Es folgte ein Weiterstudium mit Alfred Horn, Julio Saraví, Aída Fileni an der Theater-Akademie des Teatro Colón. Weiterhin nahm er Kurse bei Wolfgang Brendel an Hochschule für Musik und Theater München und Mirella Freni an der Cubec Stiftung, Modena, Italien. Spagnolo lebt seit 2001 in München.

## Auftritte (Auswahl)
- ZDF-Theaterkanal[1]
- Konzerte des Akademischen Sinfonieorchester München[2]
- Konzerte des Akademischen Symphonieorchesters München e.V., Maestro Emiliano Greizerstein in  Germering[3]

## Werke
Zu hören ist Spagnolo auf CD:
- Karl Amadeus Hartmann „Wachsfigurenkabinett“, Junges Ensemble München, Musikalische Leitung: Philipp Vogler